# Asan Dżanyszow
Asan Kurbanowicz Dżanyszow (kirg. Асан Курбанович Жанышов; ur. 2005) – kirgiski zapaśnik walczący w stylu klasycznym.
Siódmy na mistrzostwach Azji w 2025. Trzeci na MŚ U-23 w 2023. Mistrz Azji U-23 w 2023, 2024 i 2025. Mistrz świata juniorów w 2024 i trzeci w 2023. Mistrz Azji kadetów w 2022 roku.